# Marius van Zeijts
Marius van Zeijts (Gorssel, 29 mei 1958) is een brigadegeneraal buiten dienst van de Koninklijke Landmacht, die tevens actief was als (inter)nationaal sportbestuurder.

## Militaire loopbaan
Hij rondde in 1981 de vijfjarige opleiding tot officier van de militaire administratie aan de Koninklijke Militaire Academie (KMA) af en vervulde diverse functies op het gebied van auditing, financiën en organisatie & informatie. Gedurende zijn studie voor registeraccountant aan de Universiteit van Amsterdam was hij drie jaar door defensie gedetacheerd bij accountantskantoor KKC (nu KPMG). In 1997 werd hij op 38-jarige leeftijd bevorderd tot kolonel. Eind 1998 volgde een uitzending naar het hoofdkwartier van SFOR (Stabilization Forces in Bosnia en Hercegovina) in Sarajevo. In 2000 werd kolonel Van Zeijts benoemd tot Commandant van het Hoger Onderhoudsbedrijf Koninklijke Landmacht, waar hij in 2001 werd belast met het onderzoek naar mogelijke uitbesteding van onderhoudswerkzaamheden aan de civiele industrie.
Na enige jaren verantwoordelijk te zijn geweest voor financiën bij de Koninklijke Landmacht, is hij op het Ministerie van Defensie in Den Haag geplaatst bij de Hoofddirectie Algemene Beleidszaken waar hij onder meer de dossiers Nationale Veiligheid en Personeel in portefeuille had. In 2008 leidde hij een korte missie naar Burundi, welke in het teken stond van Strategic Sector Reform.
In 2010 was hij werkzaam op het NAVO Hoofdkwartier in Brussel, waar hij een bijdrage leverde aan de NATO Agency Reform.
Vanaf januari 2011 vervulde Van Zeijts de functie van Directeur Personeel en Organisatie Koninklijke Landmacht. In deze periode moest invulling worden gegeven aan een door de politiek opgelegde bezuiniging inclusief een reductie bij de landmacht van 5000 arbeidsplaatsen.
In samenwerking met executive-search-bureau Egon Zhender startte Van Zeijts een project waarbij getalenteerde hoge officieren in de gelegenheid werden gesteld om gedurende enkele jaren een functie in het bedrijfsleven te vervullen. Dit project is niet geslaagd. De oorzaak lag enerzijds bij de minder goede economische toestand in 2012 en anderzijds bij de 'koudwatervrees' bij de defensieleiding. Na afronding van de reorganisatie op personeelsgebied is Van Zeijts geplaatst op de functie van Division Leader Administration bij NAHEMA (NATO Helicopter Design and Development, Production and Logistics Management Agency) in Aix-en-Provence (Frankrijk) waar hij verantwoordelijk was voor contracting en finance inzake het NH90-helikopterproject.
Tot zijn plaatsing in het buitenland vervulde hij tevens de functie van Korpsoudste Militaire Administratie. Een hoogtepunt daarbij was de uitreiking van een vaandel aan het Korps door koningin Beatrix op 6 december 2011. Van Zeijts trad daarbij op het Binnenhof op als paradecommandant.
Officieel is brigadegeneraal Van Zeijts op 1 november 2015 met functioneel leeftijdsontslag de dienst uit gegaan, echter op verzoek van het Ministerie van Defensie bleef hij tot september 2017 op zijn functie bij NAHEMA.

## Onderscheidingen, brevetten en insignes
Kruis voor betoonde marsvaardigheid

 Vaardigheidsmedaille van de Nederlandse Sport Federatie (NSF)

 Nationale Vijfkampkruis van de Nederlandse Sport Federatie

 Kruis van de Koninklijke Vereniging van Nederlandse Reserve-Officieren voor de Militaire Prestatietocht

 Inhuldigingsmedaille 1980

 NAVO-medaille met gesp Former Yugoslavia

 Herinneringsmedaille Multinationale Vredesoperaties met gesp SFOR

 Onderscheidingsteken voor Langdurige Dienst als officier met jaarteken XXXV
 Gouverneursmedaille in goud: beste sportman Koninklijke Militaire Academie

 Brevet Hogere Accountantsvorming 

 Parachutisten-brevet A

 Fallschirmspringerabzeichen der Bundeswehr in Bronze

 Schermbrevet ‘Meester op degen’

 Abzeizchen für Leistungen im Truppendienst

## Bestuurlijke functies

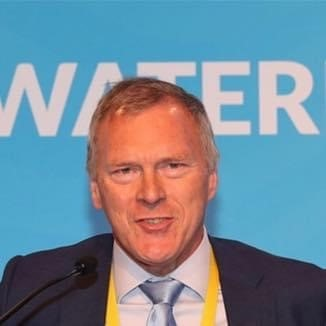

Van Zeijts heeft gedurende zijn militaire carrière vele bestuurlijke (neven)functies vervuld, voornamelijk sport gerelateerd, en is nog steeds actief. 
Tot zijn verhuizing van Doetinchem naar Amersfoort in 1997 was hij kerkvoogd bij de Nederlands Hervormde gemeente. Zijn plan voor een sanering van het aantal kerken en pastorieën in Doetinchem was te rationeel om direct uit te voeren, maar is na enkele jaren toch doorgevoerd.
In 1997 trad hij toe tot het bestuur van AZ&PC (Amersfoortse Zwem- & Polo Club) in Amersfoort waar hij in 2004 werd benoemd tot erevoorzitter. 
In 2005 nam hij van vice-admiraal W.J.E. van Rijn de voorzittershamer over van de Koninklijke Militaire Schermvereniging waar hij na zijn aftreden in 2016 werd benoemd tot erelid. Van Zeijts herintroduceerde binnen de krijgsmacht het ‘brevet meester op de wapens’ en de uitreiking daarvan aan cadetten en adelborsten door de Gouverneur van de KMA op de avond van het jaarlijkse Assaut.
In 2010 trad hij op als ‘chef de mission’ bij de Militaire Wereldkampioenschappen in Caracas (Venezuela).
Van 2004 t/m 2013 vervulde hij de functie van commissaris bij SRO NV waar zijn hoofdaandachtspunten financiën en governance betroffen.
In 2003 richtte Van Zeijts de Stichting Steunfonds AZ&PC op. Het doel van deze stichting was om de vereniging AZ&PC te ondersteunen bij het realiseren van haar doelstellingen voor zover bekostiging daarvan door derden niet mogelijk was. Hij was voorzitter van deze stichting van 2005 t/m 2019. In dat laatste jaar werd de stichting opgeheven.
In 2013 is Van Zeijts door het Ministerie van Defensie voorgedragen als kandidaat voor de functie van Secretary General van CISM, Comité Internationale du Sport Militaire. CISM Europe steunde deze voordracht unaniem. Tijdens de General Assembly van CISM in Jakarta is echter besloten de verkiezing een jaar uit te stellen. Het jaar daarna heeft Van Zeijts zich niet meer beschikbaar gesteld omdat hij intussen woonachtig en werkzaam was in Zuid-Frankrijk.
In april 2017 is Van Zeijts gekozen tot voorzitter van de KNZB als opvolger van Erik van Heijingen. Het proces tot deze benoeming was opvallend. Het Bondsbestuur had initieel vicevoorzitter Michel Bezuijen voorgedragen als kandidaat. Dit tot groot ongenoegen van enkele grote zwemverenigingen die Van Zeijts als tegenkandidaat naar voren schoven.  De voormalige topzwemmers Pieter van den Hoogenband en Johan Kenkhuis schaarden zich openlijk achter deze keus. Van Zeijts kreeg uiteindelijk 820 van de 1002 stemmen tijdens de algemene ledenvergadering van de KNZB.
Een jaar later werd Van Zeijts lid van het hoofdbestuur van de LEN, de Ligue Européenne de Natation, de Europese zwembond. Tijdens het LEN Congres op 8 november 2020 is hij gekozen tot Vice-President.
Als voorzitter van de KNZB, waartoe Van Zeijts tijdens de algemene ledenvergadering van de KNZB in april 2021 met een ruime meerderheid (734 van de 815 stemmen) voor een tweede termijn werd herkozen, was hij ook lid van NOC*NSF. Tijdens die algemene ledenvergadering heeft hij kenbaar gemaakt in het voorjaar van 2022 als voorzitter te zullen aftreden als het bondsbestuur de keus maakt om een transitie in te zetten naar een Raad van Toezicht. De reden daarvoor is dat de afstand van de voorzitter naar de leden dan te groot wordt en hij in 2017 juist is gekozen om de verbinding met de leden wederom tot stand te brengen. Nadat het bondsbestuur betreffende keus heeft gemaakt, maakte Van Zeijts bekend te stoppen als voorzitter van de KNZB. De ALV van de KNZB koos vervolgens met een krappe meerderheid voor genoemde transitie.
Vanaf 2019 is Van Zeijts voorzitter van Swim to Fight Cancer Amersfoort.
Marius van Zeijts is tevens treasurer/controller van de Mineke Foundation, een Non Governmental Organisation die actief is in Liberia (Afrika) en de activiteiten voortzet die een tante en oom van hem rond 1970 zijn gestart in dit land.